# Papa-Oom-Mow-Mow
Papa-Oom-Mow-Mow est une chanson des Rivingtons sortie en 1962. Premier succès du groupe, elle atteint la 48e position au Billboard Hot 100.
L'année suivante, le groupe britannique The Trashmen emprunte le refrain dans sa chanson Surfin Bird et se place à la 4e place du même classement.

## Histoire
Le single sort en 1962 chez Liberty Records sous la référence 55427.
Crédité à Al Frazier, Carl White, John Sonny Harris et Turner Wilson Jr, le titre est produit par Adam Ross.

## Classement
| Classement (1962)              | Meilleure position |
| ------------------------------ | ------------------ |
| États-Unis (Billboard Hot 100) | 48                 |
| États-Unis (Cash Box)          | 35                 |

## Reprises

### Reprises classées

#### Emprunt par les Trashmen
En 1963, Papa-Oom-Mow-Mow et The Bird's the Word (autre single des Rivingtons sorti au début de l'année 1963) sont à l'origine de la chanson Surfin' Bird des Trashmen, qui atteint la 4e position au Billboard.
Cette reprise est jouée plus rapidement que les versions originales. D'abord interprétée en live, elle sort ensuite en single sans mentionner les crédits originaux. À la suite du succès de leur titre, les Rivingtons furent ajoutés aux crédits dans les éditions suivantes.
Leur follow-up Bird Dance Beat contient également plusieurs références à Surfin' Bird et Papa-Oom-Mow-Mow dans ses paroles.

#### Autres versions classées
- En 1975, The Sharonettes se placent à la 26e position du Billboard Hot 100[8].
- En 1975, Gary Glitter fait entrer sa version en 38e position du Billboard Hot 100[9].

### Autres reprises
Informations issues de SecondHandSongs, sauf mention contraire.
Parmi la quinzaine de reprises issues du titre des Rivingtons, on note :
- The Beach Boys sur l'album Beach Boys Concert (1964),
- The Hi-Jacks (en) en single (1965),
- The Freshmen (en) en single (1967),
- The Deviants sur l'album Disposable (1968)

#### Adaptations en langue étrangère
| Année | Langue    | Titre              | Adaptation                    | Interprète(s)                          |
| ----- | --------- | ------------------ | ----------------------------- | -------------------------------------- |
| 1963  | Français  | Papa Oom Mow Mow   | Pierre Saka                   | Les Célibataires                       |
| 1964  | Allemand  | Papa oh momo       | Keck                          | Gus Backus                             |
| 1964  | Italien   | Papà e Mammà       | Shel Shapiro                  | Equipe 84                              |
| 1990  | Portugais | Papa Uma-ma        | Bob Gallo, Selvagem Big Abreu | João Penca e Seus Miquinhos Amestrados |
| 1992  | Grec      | Παπαρήγα μάου μάου | Yannis Kakoulidis             | Χάρρυ Κλυνν                            |

## Utilisation dans les médias
Sauf indication contraire, les informations mentionnées dans cette section peuvent être confirmées par la base de données cinématographiques IMDb,  présente dans la section « Liens externes ».
- En 1982, la chanson apparait dans le film E.T. L'Extraterrestre de Steven Spielberg, interprétée par The Persuasions (en) [12],
- Le titre est utilisé en 1988 dans l'épisode 2452[13] de la série Muppet Show et figure sur l'album Muppet Beach Party sorti en 1993[14],
- La même année, The California Raisins (en) interprètent la chanson dans l'émission Meet the Raisins! (en),
- En 1992, dans la série Les Années coup de cœur (saison 5, épisode 18),
- En 1997, dans le film Breast Men (en) avec David Schwimmer,
- En 2000, dans le film Liées par le secret de Craig Shapiro (en),
- La chanson apparait sur la bande originale du film Happy Feet 2 de George Miller en 2011.

### Sampling
- En 1967, Dallas Frazier (en) utilise les paroles 'Papa-Oom-Mow-Mow' dans son titre Elvira, repris en 1981 par The Oak Ridge Boys (en)[15],
- En 1969, Giorgio Moroder l'échantillonne sur son titre Looky, Looky[16],
- En 1975, Neil Sedaka reprend la séquence 'Papa-Oom-Mow-Mow' à la fin de son titre The Queen of 1964[17] ,
- En 1985, le groupe argentin Sumo reprend le refrain en introduction de son titre La Rubia Tarada[18],
- En 2000, Mark V. & Poogie Bear utilise un sample du refrain pour leur titre Papa Oom Mow Mow issu de leur album Beat Snatchers, Volume 2[19],
- En 2007, Adam Sky et Mark Stewart échantillonnent la chanson des Rivingtons sur leur titre Parasite[20],
- En 2010, Rob Zombie répète le refrain dans sa chanson Burn sur son album Hellbilly Deluxe 2[21].